# 富宁报春茜
富宁报春茜（学名：Leptomischus funingensis）为茜草科报春茜属下的一个种。其种加词“funingensis”意为“云南富宁的”。